# Máy bơm nòng pháo
Máy bơm nòng pháo là thiết bị bơm khí nhiên liệu độc hại ra khỏi nòng pháo sau mỗi phát bắn, ngăn không cho khí độc tràn vào khoang lái xe tăng.
Evacuators khoan thường được sử dụng trên xe tăng súng cỡ nòng lớn và pháo tự hành. Nếu không có evacuators khoan, khí nóng và rò rỉ cặn đốt khác vào nội thất của xe tăng, làm suy giảm nồng độ oxy và điền nó với một mùi hôi có thể dễ dàng gây buồn nôn và đánh lạc hướng các thuyền viên từ nhiệm vụ của mình. Các hệ thống cạnh tranh là hệ thống khoan nhặt rác chạy bằng khí, trong đó sử dụng khí nén từ các bể chứa riêng biệt để thực hiện các hoạt động tương tự. Các evacuator là một thiết bị thụ động đơn giản. Nó bao gồm một chiếc nhẫn của các lỗ khoan vào các thùng, bao quanh bởi một hồ chứa áp lực hình trụ. Khi vỏ di chuyển xuống thùng trong bắn, nó đạt đến một điểm mà các cơ sở của vỏ vượt qua tập hợp các lỗ. Các chất khí đẩy áp suất cao trong các thùng đằng sau vỏ thổi vào bồn chứa áp lực thông qua các lỗ, sạc nó có gas. Khi vỏ tiếp tục xuống thùng áp lực bắt đầu giảm, và sau đó đột nhiên quay trở lại áp lực khí quyển gần như vỏ rời khỏi thùng. Trong quá trình này, khí áp suất cao trong các hồ chứa bắt đầu thổi trở lại vào thùng. Bởi mục tiêu các lỗ phía trước, khí thải của họ gây ra các loại khí được thổi xuống và ra khỏi thùng.Thiết kế khác nhau cố gắng để cải thiện trên các khái niệm cơ bản trong bất kỳ số cách. Một thay đổi phổ biến là sử dụng hai bộ lỗ, mỗi thiết kế đặc biệt để có hiệu quả trong việc thu hay nhả khí. Trong trường hợp này bộ phía trước của các lỗ tương tự như ví dụ một lỗ, nhưng một bộ rearward thứ hai của lỗ được thêm vào, sử dụng van kiểm tra (thường là ổ bi trong một hố) để cho phép các chất khí áp suất cao trong, nhưng không ra một lần nữa. Hệ thống có thể được sắp xếp để cho phép các chất khí thoát ra qua các bộ chuyển tiếp của lỗ trước khi vỏ đạt nó, gây ra một chân không một phần để phát triển trực tiếp phía sau vỏ, giúp khai thác. Để có kết quả tốt nhất, khoá nòng phải được mở vào thời điểm thích hợp, cũng như đà tiến của khí đạt tối đa của nó, là lưu lượng đỉnh. Điều này có nghĩa rằng nhổ khoan thường được sử dụng trên súng với hành động bán tự động hoặc tự động hoàn toàn, nơi các ngôi mông được mở ra và vỏ bị đẩy ra như một phần của quá trình giật. Ép làm giảm nguy cơ của các chất đẩy nổ chảy ngược vào tháp pháo, gây cháy như họ trộn lẫn với oxy, mặc dù điều này vẫn có thể xảy ra nếu các evacuator được thiết kế kém, kém duy trì, hoặc bị hư hỏng. Evacuators bore không được bảo vệ bị hư hỏng do đạn đã gây ra vấn đề đáng kể trong các cuộc xung đột trong quá khứ, nhưng tăng-bọc giải quyết vấn đề này. Evacuators khoan là một tính năng phổ biến của hầu hết các xe tăng hiện đại.